# Ratzeburgiola cristatus
Ratzeburgiola cristatus är en stekelart som först beskrevs av Julius Theodor Christian Ratzeburg 1848.  Ratzeburgiola cristatus ingår i släktet Ratzeburgiola och familjen finglanssteklar. Arten är reproducerande i Sverige. Inga underarter finns listade i Catalogue of Life.